# غنیمت

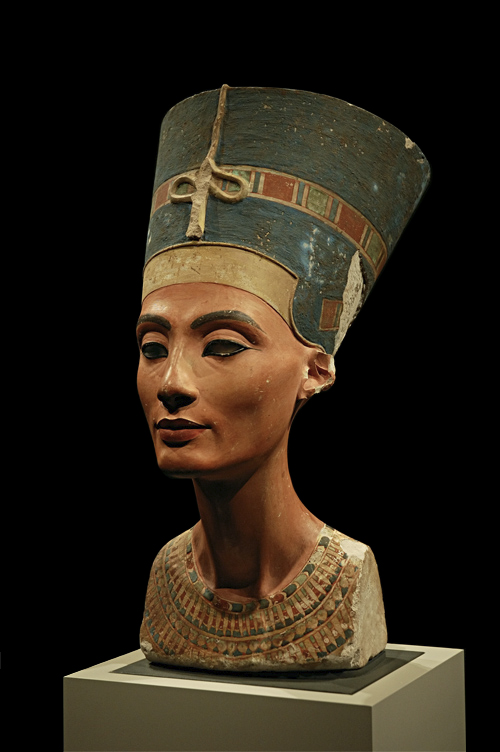
مجسمه نفرتیتی که توسط آلمانی‌ها در کاوشهای سال ۱۹۱۲ در مصر غارت گردید.

غارت یا چپاول یا غنیمت، از دزدی یا گرفتن کالا به زور، معمولاً در بحبوحه یک بحران نظامی، سیاسی، یا سایر بحران‌های اجتماعی، مانند جنگ، رخدادهای طبیعی (جایی که قانون و اجرای مدنی موقتاً بی اثر هستند، یا شورش گفته می‌شود. عواید حاصل از تمام این فعالیت‌ها را می‌توان به عنوان غنیمت، غارت یا غنائم توصیف کرد.

## نگارخانه

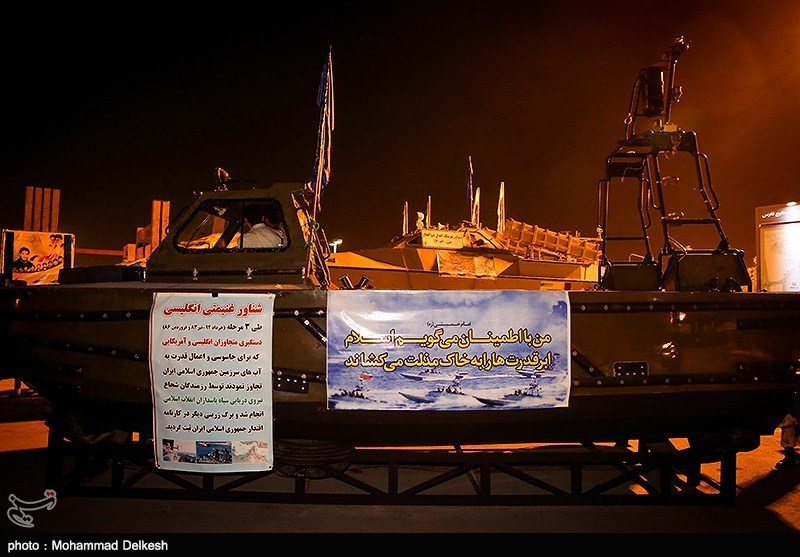
شناور انگلیسی به غنیمت گرفته شده توسط نیروی دریایی ارتش جمهوری اسلامی ایران به اتهام جاسوسی